# Dieter Eppler
Dieter Eppler (né le 11 février 1927 à Stuttgart, mort le 12 avril 2008 dans la même ville) est un acteur allemand et metteur en scène de théâtre radiophonique.

## Biographie
Eppler commence à chanter dans le chœur des enfants de l'opéra de Stuttgart, où il joue aussi des rôles de soutien. Après l'abitur il finance ses cours de théâtre en travaillant dans le bâtiment et comme vendeur de spiritueux. En 1947, il commence sur scène à Heidenheim et Sigmaringen. Pendant trois ans il intègre une troupe itinérante puis signe un contrat de sept ans au Staatstheater Stuttgart.
D'autres engagements le mènent au Badisches Staatstheater Karlsruhe, à la Komödie im Marquardt Stuttgart, au Deutsche Schauspielhaus de Hambourg, au théâtre Die Kleine Freiheit à Munich, au Kammertheater Karlsruhe, au Theater Baden-Baden et à la Kleine Komödie à Munich.
Eppler devient speaker pour la SDR et commence à partir de 1956 au cinéma et à la télévision. Il joue d'abord le rôle de soldat de la Seconde Guerre mondiale. Dans les années 1960, il apparaît souvent dans les adaptations d'Edgar Wallace. On le voit ainsi dans 150 téléfilms et épisodes de séries télévisées comme Tatort, Le Renard, Polizeiinspektion 1, Großstadtrevier, Inspecteur Derrick ou Der Landarzt.

## Filmographie

### Au cinéma
- 1957 : Jonas (de)
- 1958 : Les Diables verts de Monte Cassino (Die grünen Teufel von Monte Cassino)
- 1957 : U 47 – Kapitänleutnant Prien
- 1958 : Kleine Leute mal ganz groß
- 1959 : La Femme nue et Satan (Die Nackte und der Satan)
- 1959 : La Grenouille attaque Scotland Yard (Der Frosch mit der Maske)
- 1959 : Freddy unter fremden Sternen
- 1960 : Sous dix drapeaux (Sotto dieci bandiere)
- 1960 : Scotland Yard contre le masque (de) (Die Bande des Schreckens)
- 1960 : Den sidste vinter
- 1961 : Der Orgelbauer von St. Marien
- 1962 : La strage dei vampiri
- 1962 : Venus fra Vestø (en)
- 1963 : L'Araignée blanche défie Scotland Yard (Die weiße Spinne)
- 1963 : Der Würger von Schloß Blackmoor
- 1963 : Piccadilly minuit douze (de) (Piccadilly null Uhr zwölf)
- 1964 : Das Wirtshaus von Dartmoor (de)
- 1964 : Frühstück mit dem Tod
- 1964 : Docteur Mabuse et le rayon de la mort (Die Todesstrahlen des Dr. Mabuse) de Hugo Fregonese et Victor De Santis :
- 1964 : Lana – Königin der Amazonen
- 1965 : Der unheimliche Mönch
- 1966 : All'ombra delle aquile
- 1966 : OSS contre Gestapo (en) (I Deal in Danger)
- 1966 - 1967 : La Vengeance de Siegfried (Die Nibelungen) d'Harald Reinl (film en deux parties)
- 1967 : Il massacro della foresta nera
- 1967 : Opération Re Mida (Lucky, el intrépido)
- 1967 : Mister Dynamit – Morgen küßt Euch der Tod
- 1967 : Le Vampire et le Sang des vierges (Die Schlangengrube und das Pendel)
- 1968 : Dynamite en soie verte (Dynamit in grüner Seide)
- 1968 : Uden en trævl (da)
- 1968 : Pour la conquête de Rome I (Kampf um Rom I - La calata dei Barbari) de Robert Siodmak : Thorismund
- 1969 : Pour la conquête de Rome II (Kampf um Rom II – Der Verrat) de Robert Siodmak : Thorismund
- 1971 : Deep End
- 1972 : On m'appelle Providence (La vita, a volte, è molto dura, vero Provvidenza?)
- 1974 : Wer stirbt schon gerne unter Palmen
- 1976 : Vera Romeyke ist nicht tragbar
- 1984 : Der Sprinter
- 1985 : Seitenstechen

### À la télévision
- 1956 : Der Hexer
- 1960 : Stahlnetz : E ... 605 (de)
- 1961 : Biographie eines Schokoladentages
- 1962 : Affäre Blum
- 1965 : 2 Milliarden gegen die Bank von England
- 1970 : General Oster – Verräter oder Patriot?
- 1970 : Die U-2-Affäre
- 1970 : Tatort – Saarbrücken an einem Montag
- 1971 : Theodor Kardinal Innitzer
- 1972 : Die Pueblo-Affaire
- 1972 : Mit dem Strom
- 1973 : Zu einem Mord gehören zwei
- 1973 : Tatort – Weißblaue Turnschuhe
- 1973 : Tatort – Das fehlende Gewicht
- 1975 : Tatort – Schöne Belinda
- 1977 : Halbzeit
- 1977 : Tatort – Finderlohn
- 1978 : Grüß Gott, ich komm von drüben
- 1981 : Goldene Zeiten
- 1985 : Beinah Trinidad
- 1985 : Le Renard – Die Tote in der Sauna
- 1985 : Mission Terra
- 1986 : Tatort – Der Tausch
- 1987 : La Clinique de la Forêt-Noire (Die Schwarzwaldklinik)
- 1988 : Der Schatz im Niemandsland
- 1989 : Mit Leib und Seele (Série)
- 1990 : Aventures à l'aéroport (Abenteuer Airport) (Série)
- 1991 : Der Goldene Schnitt
- 1991 : Bilder machen Leute
- 1992 : Zwei Schlitzohren in Antalya (Série)
- 1994 : Der König von Bärenbach
- 1994 : Drei Tage im April
- 1999 : Kanadische Träume – Eine Familie wandert aus
- 1999 : Das verbotene Zimmer
- 2000 : Stimme des Herzens
- 2000 : Jugendsünde
- 2001 : Alle meine Töchter (Série)